# Stanciov Han, Gabrovo
Stanciov Han (în bulgară Станчов Хан) este un sat în comuna Treavna, regiunea Gabrovo,  Bulgaria. 

## Demografie
Componența etnică a satului Stanciov Han
     Bulgari (82,14%)
     Romi (17,85%)
     Nicio identificare (0%)
     Altele (0%)
La recensământul din 2011, populația satului Stanciov Han era de 28 locuitori. Din punct de vedere etnic, majoritatea locuitorilor (82,14%) erau bulgari, cu o minoritate de romi (17,85%). Pentru 0% din locuitori nu este cunoscută apartenența etnică.